# Малинка Микола Панасович
Микола Панасович Малинка (16 лютого 1913, селище Лісняки, тепер частина міста Яготина — 14 грудня 1993, Яготин) — український радянський художник соцреаліст. Організатор Яготинської студії самодіяльних художників.

## Дитинство[1]
Микола Панасович Малинка народився в сім'ї селянина-бідняка в селі Лісняки Яготинської волості Пирятинського повіту Полтавської губернії.
Малювати почав з раннього дитинства.
У шкільні роки (1928—1929), як згадував сам Микола Панасович,
|  | … за рекомендацією художника-професіонала Л. Брюммера, який орендував на той час панський маєток, завісивши всі його стіни сонячними пейзажами Криму, а сам жив з того, що займався фотографією, він наполягав, щоб я після закінчення школи йшов вчитися тільки до художнього технікуму. Але ні мої рідні, ні мої друзі не підтримували мого наміру — мене тільки відмовляли: "Мовляв, це не професія, та й не потрібна вона в роки перших п'ятирічок". |

Після закінчення семирічки у 1929 році Микола Малинка поступив до Харківського кооперативного технікуму на книжкове відділення.
Тут він вперше познайомився з монографіями про художників, у міських музеях відкрив для себе справжній живопис і восени 1933 року поступив до Київського художнього інституту на графічний факультет, але встиг закінчити тільки перший курс.

## Освіта
1934 року три інститути (Харкова, Одеси та Києва) реорганізувався в один Всеукраїнський Художній Інститут у Києві. Після конкурсних випробувань допущених студентів трьох вузів, в тому числі і Миколу Малинку, зарахували на підготовчий курс, після чого він закінчив ще два курси живописного факультету.
У 1937 р., перервавши навчання, призвався в армію на дійсну військову службу до Особливого кавалерійського полку Наркому Оборони. На той час при цій військовій частині, що дислокувалася в м. Москві, знаходилася ізостудія ім. М. Б. Грекова.
Наказом політуправління Московського військового округу Миколу Малинку як молодого художника початківця було переведено до цієї студії, де він навчався у таких відомих художників, як Х. Ушенін — художній керівник, Є. О. Кацман— малюнок, В. С. Сварог— живопис, О. М. Герасимов.
До кінця 1939 р. в студії навчалися 25 червоноармійців. У газеті «Правда» (випуск за 7 грудня 1939 року) відзначені двоє з них: 
|  | За п'ять років Студія перетворилася на художню школу всеармійського значення... Червоноармійці М. Малинка та Ф. Усипенко навчаються два роки. Це скоромні, працьовиті і обдаровані люди. Вони давно вже звернули на себе увагу викладачів Студії. В обох соковитий живопис, тонке розуміння колориту, вдалі композиції ... |

Та влітку 1939 р. М. Малинку, Х. Ушеніна та Ф. Усипенко надіслали у творче відрядження на батьківщину І. В. Сталіна в м. Горі. У цьому творчому відрядженні ним були написані такі роботи як:
- «Загальний вигляд м. Горі» — з 1940 р. знаходиться у в Красноярському художньому музеї ім. В. І. Сурикова[ru].
- «Ленін і Сталін біля карти фронтів Громадянської війни»
- «Визволення Західної України»

Багато інших експонувалися на художній виставці Студії Центрального будинку Радянської Армії присвяченій 20-річчю РККА, були відзначені грамотою Політуправління Московського військового округу.

## Воєнні роки (1939—1945)
Одразу ж після демобілізації у грудні 1939 р., на початку 1940 р. Комітет у справах Мистецтв при РНК УСРР Миколу Панасовича Малинку відряджено на Західну Україну до м. Косів Станіславської обл. (пізніше Івано-Франківської) для організації там на Гуцульщині художньо-промислового училища.
Спочатку він працював як в.о. директора, а потім завучем та художнім керівником. Молодий художник був захоплений красою Карпатських гір, багатством місцевого етносу та фольклору з яким його назавжди пов'язали спогади з цим чудовим краєм. Але у зв'язку з важким сімейним станом (батько був паралізований, а маленька донька лежала в гіпсі) через рік він був змушений повернутися до рідного села.
Друга світова війна підступає до кордонів Радянського Союзу. У перші дні війни його через важку форму туберкульозу не взяли до фронту. Микола Панасович залишився працювати на місцевій залізниці і опинився на окупованій гітлерівською армією території.
Тільки завдяки великій земельній ділянці батька, він зміг прогодувати свою родину, їм вдалося вижити протягом двох жахливих років, а потім ще, завдяки щасливому випадку, втік з полону на одній із залізничних станцій прямо з потягу, що відправлявся нацистами до Німеччини.
Після звільнення Яготинського району восени 1943 р. M.П. Малинка, незважаючи на важку форму туберкульозу, призвався до діючої армії до складу 209 батальйону аеродромного обслуговування 8-ї повітряної армії 2-го Українського фронту.
Після демобілізації у грудні 1945 р. повернувся до м. Яготин, де жила його родина.

## Часи випробувань
У перші повоєнні роки родині ніде було жити. Писав транспаранти, плакати, тощо. Але така робота не приносила Миколі Панасовичу ні морального, ні матеріального задоволення і, попри те, що на ті часи подорожувати було дуже скрутно, йому все ж вдається хоча й зрідка приїжджати до столиці. Для творчої роботи митця на той час не було ніяких умов, але, перебуваючи ще під не охоловшим від згарищ враженням війни, Микола Панасович продовжує писати. Невелике полотно, кілька інших його робіт побували тоді на виставці у м. Києві.
У 1949 р. його приймають до Спілки художників СРСР; трохи пізніше, в 1955 р., після безплідних років поневірянь, він випадково дізнається про існування Київського товариства художників (надалі: КТХ), де, як виявилося, працювали його товариші по інституту. Для нього, художника з периферії, роблять виняток та приймають до КТХ.
Нарешті Микола Панасович отримав можливість творчо спілкуватися зі своїми товаришами по покликанню, розширити сюжетний та жанровий діапазон малювання, трохи поліпшити тяжке матеріальне становище родини. Позначилося позитивно і те, що за часів «хрущовської відлиги» радянська інтелігенція отримала деяку свободу. У їх числі Микола Малинка розпочав роботу художника-копіювальника, з подальшою участю у творчій групі.
З 1957 р. Микола Панасович прийшов до написання серії російських та українських народних казок О. С. Пушкіна, К. І. Чуковського, Х. К. Андерсона та ін.
У 1958—1959 роках брав участь у 4-й обласній художній виставці, а також багатьох інших виставок.
Приходить перше визнання: робота «Аркан, гуцульський танець» придбано з виставки Міністерством Культури УРСР.
У 1962 р. КТХ увійшло до складу Всерадянського художнього фонду, і М.П. Малинка став його членом.

## Творча діяльність
Коли в 1959 р. у зв'язку з наближенням Шевченківського ювілею, громадськість м. Яготина та міська влада звернулися з проханням виліпити бюст Шевченка, він спорудив пам'ятник Кобзарю, який гостював у юнацькі роки і працював у місцевій садибі в одного з представників найстарішого князівського роду 
І хоча за освітою Микола Панасович не був скульптором, йому все ж без зусиль вдалося виліпити чудовий бюст. 18 жовтня 1959 року погруддя було урочисто встановлено на постамент, відлитий із залізобетону пам'ятник стоїть по цей час.
Прагнучи відобразити історичні події з життя рідного міста і краю, М.П. Малинка створив безліч яскравих та самобутніх полотен. Багато часу та сил він безкорисливо віддає створенню місцевого краєзнавчого історичного музею, для експозиції якого передає свої роботи, які ілюструють місцеву історію. Ця історія нерозривно пов'язана з такими відомими особистостями минулих сторіч, як останній гетьман Лівобережної України К.Г. Розумовський, міністр народної освіти Росії А.К. Розумовський, його дочка В. А. Розумовська (у шлюбі Рєпніна), князь М.Г. Рєпнін-Волконський, прогресивні інтелектуали того часу Т.Г. Шевченко, М.В. Гоголь, Є.Г. Гребінка, А.В. Капніст та інші.
У Яготинській картинній галереї нараховується понад 350 картин з Художнього фонду СРСР, серед яких, багаті місцевим колоритом полотна Миколи Малинки. Він поклав у свої портретні полотна не тільки стиль соціалістичного реалізму, але й загальну повагу до людей великої праці та таланту. Зокрема - Народній художниці Катерині Білокур, Герою Соціалістичної Праці Петру Роговцю, радянському парламентеру О.П. Кузнєцову, невтомній трудівниці-буряководові Євдокії Паліводі та багатьом іншим.
У Сулимівському краєзнавчому музеї ім. двічі Героя Радянського Союзу А. Г. Кравченка на почесному місці портрет генерала-полковника, виконаний М. П. Малинкою. Він же — автор відомої картини «Форсування Десни танками Т-34 у районі Лютежа». Пензлем художника перенесені на панорамні полотна зображення первісної стоянки доісторичних людей в археологічному музеї «Добраничівська стоянка» у с. Добраничівка, Яготинського району.
Микола Панасович був організатором і тривалий час керівником Яготинської ізостудії самодіяльних художників, автором першого меморіалу Слави загиблим землякам у роки Великої Вітчизняної Війни, пам'ятної стели присвяченій подвигу підрозділа лейтенанта Григорія Посітка в 1943 р., барельєфу жінки на стелі загиблим працівникам цукрового заводу у м. Яготині, меморіалу в с. Панфили, герба Яготина, встановленого на трасі Київ-Харків та багатьох інших історичних скульптурних робіт.
M.П. Малинкою написані сотні полотен, де зображені пейзажі рідного краю, історичні події в ньому, портрети видатних історичних персонажів.
Його роботи знаходяться у приватних колекціях прихильників живопису зі Швейцарії, Канади, Голландії, Австралії, Америки. У Канаді дві роботи з його шевченкіани можна знайти в експозиції Музею Т. Г. Шевченка в м. Торонто. Кілька полотен, включаючи й відомі «Кобзарі», виставлялися в 1988 р. у Нью-Йорку (США) — як частина колекції родини Воскобойник, українських емігрантів зі шт. Пенсильванія; ця колекція постійно демонструється у Пенсильванії (State College, PA).
До виходу на пенсію у 1973 р. працював в живописно-скульптурному комбінаті Київського обласного відділення художнього фонду УРСР.
До числа відомих робіт художника належать:
- «Аркан, гуцульський танець», 1957 — картина придбана з виставки у 1958 р. Міністерством Культури УРСР, м. Київ.
- «На високій долині», 1959 — картина знаходиться в приватній колекції родини Ботте, м. Мельбурн, Австралія
- «Каштанова алея, де гуляв Тарас Шевченко», 1961 — картина знаходиться в Національній Філармонії України, м. Київ
- «Копиці під снігом», 1961 — копія картини знаходиться в приватній колекції м. Цюрих, Швейцарія
- «Метелиця», 1962
- «Літо», 1963 — копія картини знаходиться у приватній колекції м. Цюрих, Швейцарія
- «Дума про козака», 1969—1992
- «Гуцульський базар», 1970
- «Золоте зерно», 1970
- «Натхнення», 1970 — картина знаходиться в меморіальному музеї-садибі Народної художниці Катерини Білокур
- «Зимовий ліс», 1971 — копія картини знаходиться у приватній колекції в Голландії
- «Невільничий ринок у Каффі», 1972
- «Кобзар», 1975
- «Григорій Сковорода і кобзар», 1975
- «Вітряки», 1978
- «Косовиця», 1980
- «Кобзарі», 1980, авторський повтор — картина знаходиться у Woskob Private Collection of Ukrainian Art, USA
- «Березовий гай», 1981
- «Козацький курінь вечеряє», 1981
- «Гречихи цвіт», 1982
- «Ялинки під снігом», 1982
- «Солдатські вдови», 1985
- «Кобзарська рада», 1987 — картина знаходиться у Національному історико-етнографічному заповіднику «Переяслав»
- «Гетьман Іван Мазепа», 1987
- "Т. Г. Шевченко читає «Тризну», 1988
- «Мрії юного Тараса про волю», 1988
- «Автопортрет Т. Г. Шевченко для Варвари Олексіївни Рєпніної-Волконської», 1988 — картина передана до Музею Т. Г. Шевченка у м. Торонто, Канада
- «Думи мої», 1990 — картина передана до Посольства України у м. Мельбурн, Австралія
- «Батьківське подвір'я», 1991
- «Гіркий шлях у неволю», 1991
- «Петро Перший та гетьман Полуботок», 1991
- «Богоматір з немовлям», 1992 — копія ікони (панахранти) російського художника М. А. Врубеля написаної на цинкових пластинах маслом з елементами золочення у 1884—1885 рр. для оформлення одноярусного мармурового іконостаса Кирилівської церкви у м. Києві.
- «Проголошення Радянської Влади», 1993 — картина передана до Посольства України в м. Мельбурн, Австралія
- «Флігель у маєтку М. Г. Рєпніних», 1993 — картина передана до Музею Т. Г. Шевченка у м. Торонто, Канада
- «Мальви», 1993
- «Косарі», 1985
- «На пасовищі»

## Визнання заслуг
Рішенням Яготинського міськвиконкому від 11 вересня 1990 М. П. Малинці присвоєно звання почесного жителя міста Яготина.
З нагоди 50-річчя Студії військових художників імені М. Б. Грекова, занесений до ювілейного каталогу.
Знаходиться в Реєстрі професійних художників Російської імперії, СРСР, «російського зарубіжжя», Російської Федерації та республік колишнього Радянського Союзу XVIII—XXI ст.
Національною телекомпанією України УТ-1 в серпні 1993 р. в програмі «Надвечір'я» створена телевізійна передача про життя і творчість М. П. Малинки.

## Цікаві факти
У фільмі Сергія Ейзенштейна «Олександр Невський» зйомки центральної сцени фільму — Льодового побоїща — через стислі терміни проходили влітку у 1938 році. Червоноармійці з Особливого Кавалерійського полку Наркома Оборони в якому проходив службу Микола Опанасович, брали участь у зйомках армії тевтонів-лівонських лицарів-вершників, що напали на Русь на чолі з єпископом Германом, магістром Тевтонського ордена у 1240 році.
У своїх рукописах (1938—1939) Микола Панасович писав:
|  | …В жаркі й сухі літні дні підмосков'я 1938 р. ми знімались у кінофільмі "Олександр Невський". Бійці збуджені, веселі. В історію війдемо, хлопці! Воробьові гори. Далека околиця Москви з затишними садочками, старими будиночками. Тільки сонце i червнева спека. Не зрозуміло. Чому зиму знімають влітку? Штучний сухий сніг гонить хуртелицею авіаційний пропелер припасований до трактора. А уявіть собі ще напнути на вас з білої байки плащ пса-лицаря, надіти на голову картонне відро-шолом з прорізом для одних очей, покрити зовні алюмінієвою фарбою i довжелезний щит з картону на лівій руці, та дерев'яний меч у правій. Дихати нічим, солоний піт заливає очі. Мій кінь хропе, полохливо водить вухами, лякається, не дає одягти на себе мантію. I наша романтика зйомок розвіялась з першого дня як дим... |